# Прошарок
Прошарок — пропласток, тонкий шар гірських порід, що має підлегле значення і укладений між основними, потужнішими шарами іншого кольору або складу.
Як правило, П. — це включення чужорідного матеріалу в масиві або грудці корисної копалини, обмежене з обох боків основним матеріалом.